# Флер Вермейрен
Флер Вермейрен (21 червня 2002) — бельгійська плавчиня. Учасниця Чемпіонату світу з водних видів спорту 2022, де на дистанції 50 метрів брасом посіла у півфіналах 15-те місце і не потрапила до фіналу.